# Ignorance (álbum de Sacred Reich)
Ignorance es el álbum debut de la banda estadounidense Sacred Reich, publicado en 1987 por Metal Blade Records, y precedido por el EP Surf Nicaragua. El álbum fue coproducido por la banda y Bill Metoyer, quien había trabajado como ingeniero de sonido en producciones discográficas de la banda Slayer.

## Lista de canciones
- Todas escritas por Phil Rind, excepto donde se indique.

1. "Death Squad"	–	4:19
2. "Victim of Demise"	–	3:29
3. "Layed to Rest" (Wiley Arnett)	–	2:14
4. "Ignorance"	–	4:00
5. "No Believers"	(Rind, Jason Rainey) –	3:17
6. "Violent Solutions" (Rind, Rainey)	–	4:09
7. "Rest in Peace" (Rind, Rainey)	–	3:40
8. "Sacred Reich"	–	3:10
9. "Administrative Decisions"	–	3:20

## Créditos
- Phil Rind – voz, bajo
- Wiley Arnett – guitarra
- Jason Rainey – guitarra
- Greg Hall – batería